# Marcelo Tejeda
Marcelo Tejeda, vollständiger Name Marcelo Javier Tejeda Brugnoli, (* 5. August 1988 in Santa Ana) ist ein salvadorianisch-uruguayischer Fußballspieler.

## Karriere
Der 1,76 Meter große Defensivakteur Tejeda ist der Sohn des ehemaligen uruguayischen Fußballspielers Julio Tejeda. Er gehörte zu Beginn seiner Karriere im Jahr 2008 dem Kader der Mannschaft des Club Atlético Cerro an. Es folgten Stationen jeweils in den Nachwuchsmannschaften von Liverpool Montevideo (Formativas) im Jahr 2009, Bella Vistas (2010) und von Centro Atlético Fénix (2011). 2012 spielte er im uruguayischen Amateurfußball für Institución Atlética Potencia. Sodann stand er in der Saison 2012/13 in Reihen des CD Luis Ángel Firpo. Von der Spielzeit 2013/14 bis in die Saison 2015/16 absolvierte er 77 Ligapartien für Atlético Marte und schoss vier Tore. Im Juli 2016 wechselte er zum Club Deportivo FAS, für den er in der Spielzeit 2016/17 in sechs Erstligaspielen (kein Tor) auflief. Danach schloss er sich noch in derselben Saison Deportivo Mictlán an.